# 2022-es Junior Eurovíziós Dalfesztivál
A 2022-es Junior Eurovíziós Dalfesztivál (angolul: Junior Eurovision Song Contest 2022, örményül: Մանկական Եվրատեսիլ 2022, latin átírással: Mankakan Evrateszil 2022) volt a huszadik Junior Eurovíziós Dalfesztivál, amit Örményország fővárosában, Jerevánban rendeztek meg, miután a 2021-es Junior Eurovíziós Dalfesztivál az örmény Maléna győzelmével zárult, aki a Qami qami című dalát adta elő Párizsban. A Junior Eurovíziós Dalfesztivál történetében ez volt a második alkalom, hogy Örményország és fővárosa adott otthont a versenynek, és a nyolcadik alkalom, hogy az előző évi győztes ország rendezte a dalversenyt. A pontos helyszín a Karen Demircsján Sport- és Koncertkomplexum volt. A versenyre 2022. december 11-én került sor.
16 ország erősítette meg a részvételét a dalfesztiválra, beleértve az Egyesült Királyságot, mely tizenhét év kihagyás után tért vissza. Az előző versenyre visszatérő Azerbajdzsán és Bulgária ezúttal nem indultak, míg Németország két év versenyzés után lépett vissza, valamint 2005-ös debütálása óta először nem vett részt Oroszország, miután az orosz műsorsugárzó kilépett az Európai Műsorsugárzók Uniójának tagjai közül.
A verseny a Franciaországot képviselő Lissandro győzelmével zárult, aki 203 pontot összegyűjtve nyerte meg a döntőt, az ország második győzelmét aratva. Az Oh Maman! című dal összesen két országtól kapott maximális 12 pontot. A második helyen a házigazda Örményország, míg a harmadik helyen Grúzia végzett. Írország és Portugália legjobb helyezésüket érték el; előbbi negyedik, utóbbi nyolcadik helyen végzett, míg Kazahsztán legrosszabb eredményét érte el, utolsó előtti helyen végzett.
A dalfesztivál döntőjét körülbelül 33 millió ember látta, ami megegyezik az előző évi dalfesztivál nézettségével.

## A helyszín és a verseny témája
A 2021-es döntő sajtótájékoztatóján a verseny győztese, Örményország delegációvezetője megerősítette, hogy a műsorsugárzónak szándékában áll megrendezni a 2022-es versenyt. Ezután az Örmény Közszolgálati Televízió híroldalán megjelent, hogy Örményországban rendezik a következő évi dalversenyt, azonban ezt az EBU nem erősítette meg. Két nappal később, december 21-én az EBU bejelentette, hogy 2022-ben Örményország ad otthont a gyermek versenynek. Legutóbb 2011-ben, az első győzelmük után adott otthont az ország az eseménynek.
2022. február 13-án az Örmény Közszolgálati Televízió internetes hírportálján jelent meg, hogy a versenynek 2011 után ismét az ország fővárosa és egyben legnagyobb városa, Jereván ad otthont decemberben. Később bejelentették, hogy a 8 000 fő befogadására alkalmas Karen Demircsján Sport- és Koncertkomplexum ad otthont a rendezvénynek, melyben korábban a 2011-es Junior Eurovíziós Dalfesztivált is rendezték. Az intézmény a második a dalfesztivál történetében, mely másodjára is helyszínéül szolgált a versenynek.
2022. szeptember 26-án mutatták be a hivatalos logót és szlogent: a logó egy gyermek játékot, fából készült búgócsigát ábrázol örmény ornamentikával és az örmény zászló színeivel neon fényben. A logó a modern Örményországot szimbolizálja. Ugyanekkor ismertették dalfesztivál hivatalos mottóját is, mely Spin the Magic lett, ami magyarul azt jelenti, hogy Pörgesd meg a varázslatot.
| Örményország Jereván |

### Műsorvezetők
A dalfesztivál műsorvezetőit 2022. október 18-án jelentették be Iveta Mukuchyan, Garik Papoyan és
Karina Ignatyan személyében. Ez lesz a hatodik alkalom, hogy három házigazdája lesz a műsornak, továbbá a verseny történetében ötödjére fordult elő, hogy a dalfesztivál egy korábbi versenyzője műsorvezetői feladatokat látott el. December 1-jén bejelentették, hogy Robin, a robot negyedik házigazdaként csatlakozik a versenyhez. Robin egy örmény fejlesztésű mesterséges intelligenciával rendelkező robot, aki érzelmet tud kifejezni, ezzel segítve a kórházba került gyermekeknek mielőbbi gyógyulásukban.
Karina a 2019-es versenyen képviselte Örményországot a Colors of Your Dream című dallal, valamint a tavalyi gyermek dalfesztivál örmény pontbejelentője volt. Iveta a 2016-os Eurovíziós Dalfesztiválon képviselte Örményországot a Lovewave című dallal, majd a 2017-es versenyen ismertette az örmény zsűri pontjait. Garik színész és humorista, a 2014-es örmény Eurovíziós dal, a Not Alone szerzője, valamint a 2022-es dalfesztivál örmény kommentátora és pontbejelentője.

## A résztvevők
A versenyt szervező Európai Műsorsugárzók Uniója 2022. szeptember 26-án jelentette be, hogy tizenhat ország vesz részt a 2022-es Junior Eurovíziós Dalfesztiválon. Sorozatban negyedjére nem csatlakozott új ország a mezőnyhöz, azonban tizenhét kihagyott év után visszatért az Egyesült Királyság.
Azerbajdzsán, Bulgária, mely eredetileg jelezte részvételi szándékát, később azonban visszavonta azt, valamint Németország és Oroszország végül nem küldött versenyzőt az örmény fővárosba.
Így tizenhat ország alkotta a 2022-es Junior Eurovíziós Dalfesztivál mezőnyét, ugyanennyi résztvevője a 2003-as, 2005-ös, 2014-es és a 2017-es versenynek volt.
A francia dal egyik társszerzője Barbara Pravi, Franciaország 2021-es versenyzője az Eurovíziós Dalfesztiválon.

## A versenyt megelőző időszak

### Nemzeti válogatók
A versenyre nevező 16 ország közül 5 nemzeti döntő keretein belül, 8 belső kiválasztással, 3 a két módszer együttes alkalmazásával választotta ki indulóját.
Az indulók közül Albánia, Grúzia, Hollandia, Írország és Ukrajna apróbb változtatásokkal ugyanazt azt a nemzeti döntőt rendezte meg, mint az előző évben.
A többi ország, az Egyesült Királyság, Észak-Macedónia, Franciaország, Olaszország, Örményország, Portugália, Spanyolország és Szerbia ismételten a teljes belső kiválasztás mellett döntött.
A dalverseny első hivatalosan megerősített előadója a grúz Mariam Bigvava volt, akit 2022. június 18-án jelentettek be, míg az első dal az ukrán versenydal, a Nezlamna volt, amit szeptember 18-án választottak meg. Az utolsó előadó az olasz előadó, Chanel Dilecta volt, akit november 3-án jelentettek be, míg az utolsó dal az örmény dal, a DANCE! volt, amit november 12-én mutattak be. Érdekesség, hogy az előző évben is Örményország dalát mutatták be utoljára.
| Ország             | Választás módszere                           | Válogató / Bemutató műsor                    | Közvetítő csatorna                        | Kiválasztás / Bemutatás dátuma | Kiválasztás / Bemutatás dátuma |
| Ország             | Választás módszere                           | Válogató / Bemutató műsor                    | Közvetítő csatorna                        | Előadó                         | Dal                            |
| ------------------ | -------------------------------------------- | -------------------------------------------- | ----------------------------------------- | ------------------------------ | ------------------------------ |
| Albánia            | nemzeti döntő                                | Junior Fest                                  | RTSH                                      | 2022. október 25.              | 2022. október 25.              |
| Egyesült Királyság | belső kiválasztás                            | Nem rendeztek válogató- és bemutatóműsort    | Nem rendeztek válogató- és bemutatóműsort | 2022. november 3.              | 2022. november 3.              |
| Észak-Macedónia    | belső kiválasztás                            | Nem rendeztek válogató- és bemutatóműsort    | Nem rendeztek válogató- és bemutatóműsort | 2022. június 29.               | 2022. november 3.              |
| Franciaország      | belső kiválasztás                            | Nem rendeztek válogató- és bemutatóműsort    | Nem rendeztek válogató- és bemutatóműsort | 2022. október 28.              | 2022. október 28.              |
| Grúzia             | előadó: nemzeti döntő dal: belső kiválasztás | előadó: Ranina                               | 1TV                                       | 2022. június 18.               | 2022. november 8.              |
| Hollandia          | nemzeti döntő                                | Junior Songfestival                          | NPO Zapp                                  | 2022. szeptember 24.           | 2022. szeptember 24.           |
| Írország           | előadó: nemzeti döntő dal: belső kiválasztás | előadó: Junior Eurovision Éire               | TG4                                       | 2022. október 23.              | 2022. november 8.              |
| Kazahsztán         | előadó: nemzeti döntő dal: belső kiválasztás | előadó: Baqytty Bala                         | Habar                                     | 2022. augusztus 13.            | 2022. november 6.              |
| Lengyelország      | nemzeti döntő                                | Szansa na sukces. Eurowizja Junior 2022      | TVP2                                      | 2022. szeptember 25.           | 2022. szeptember 25.           |
| Málta              | nemzeti döntő                                | Malta Junior Eurovision Song Contest         | TVM                                       | 2022. október 2.               | 2022. október 2.               |
| Olaszország        | belső kiválasztás                            | Nem rendeztek válogató- és bemutatóműsort    | Nem rendeztek válogató- és bemutatóműsort | 2022. november 3.              | 2022. november 10.             |
| Örményország       | belső kiválasztás                            | Nem rendeztek válogató- és bemutatóműsort    | Nem rendeztek válogató- és bemutatóműsort | 2022. október 28.              | 2022. november 12.             |
| Portugália         | belső kiválasztás                            | Nem rendeztek válogató- és bemutatóműsort    | Nem rendeztek válogató- és bemutatóműsort | 2022. augusztus 10.            | 2022. november 7.              |
| Spanyolország      | belső kiválasztás                            | előadó: MasterChef Celebrity                 | La 1                                      | 2022. október 3.               | 2022. november 3.              |
| Szerbia            | belső kiválasztás                            | Nem rendeztek válogató- és bemutatóműsort    | Nem rendeztek válogató- és bemutatóműsort | 2022. október 10.              | 2022. november 6.              |
| Ukrajna            | nemzeti döntő                                | Nem volt külön elnevezése a válogatóműsornak | Szuszpilne                                | 2022. szeptember 18.           | 2022. szeptember 18.           |

### Próbák és sajtótájékoztatók
A próbák december 6-án kezdődtek a verseny helyszínén. Első körben minden ország elpróbálhatta a produkcióját többször is egymás után, valamint még színpadra lépés előtt a színfalak mögött beállították az énekesek mikrofonjait és fülmonitorjait. A színpadi próba után a delegációk a videószobába vonultak, ahol megnézhették, hogy a rendező csatorna hogyan képzeli el a produkció lefilmezését. Ebben az évben is a legelső próbák zárt ajtók mögött zajlottak le december 6-án, kedden és december 7-én, szerdán. Az első próbák időpontjairól az ARMPTV nem közölt információkat.
A kezdési időpontok helyi idő szerint vannak feltüntetve. (UTC+01:00)
| Dátum                      | Ország             | Próba |
| -------------------------- | ------------------ | ----- |
| 2022. december 6. (kedd)   | Albánia            | N/A   |
| 2022. december 6. (kedd)   | Ukrajna            | N/A   |
| 2022. december 6. (kedd)   | Málta              | N/A   |
| 2022. december 6. (kedd)   | Szerbia            | N/A   |
| 2022. december 6. (kedd)   | Lengyelország      | N/A   |
| 2022. december 6. (kedd)   | Észak-Macedónia    | N/A   |
| 2022. december 6. (kedd)   | Portugália         | N/A   |
| 2022. december 7. (szerda) | Hollandia          | N/A   |
| 2022. december 7. (szerda) | Olaszország        | N/A   |
| 2022. december 7. (szerda) | Kazahsztán         | N/A   |
| 2022. december 7. (szerda) | Egyesült Királyság | N/A   |
| 2022. december 7. (szerda) | Írország           | N/A   |
| 2022. december 7. (szerda) | Franciaország      | N/A   |
| 2022. december 7. (szerda) | Spanyolország      | N/A   |
| 2022. december 7. (szerda) | Grúzia             | N/A   |
| 2022. december 7. (szerda) | Örményország       | N/A   |

| Dátum                         | Ország             | Próba       |
| ----------------------------- | ------------------ | ----------- |
| 2022. december 8. (csütörtök) | Albánia            | 7:00–7:30   |
| 2022. december 8. (csütörtök) | Ukrajna            | 7:35–8:05   |
| 2022. december 8. (csütörtök) | Málta              | 8:10–8:40   |
| 2022. december 8. (csütörtök) | Olaszország        | 8:45–9:15   |
| 2022. december 8. (csütörtök) | Szerbia            | 10:15–10:45 |
| 2022. december 8. (csütörtök) | Lengyelország      | 10:50–11:20 |
| 2022. december 8. (csütörtök) | Észak-Macedónia    | 11:25–11:55 |
| 2022. december 8. (csütörtök) | Portugália         | 12:00–12:30 |
| 2022. december 9. (péntek)    | Hollandia          | 9:30–10:00  |
| 2022. december 9. (péntek)    | Írország           | 10:05–10:35 |
| 2022. december 9. (péntek)    | Kazahsztán         | 10:40–11:10 |
| 2022. december 9. (péntek)    | Spanyolország      | 11:15–11:45 |
| 2022. december 9. (péntek)    | Franciaország      | 12:15–12:45 |
| 2022. december 9. (péntek)    | Grúzia             | 12:50–13:20 |
| 2022. december 9. (péntek)    | Örményország       | 13:25–13:55 |
| 2022. december 9. (péntek)    | Egyesült Királyság | 14:00–14:30 |

| Forduló                 | Dátum                        | Kezdés | Vége  |
| ----------------------- | ---------------------------- | ------ | ----- |
| 1. főpróba              | 2022. december 10., szombat  | N/A    | N/A   |
| 2. főpróba – zsűri show | 2022. december 10., szombat  | 16:00  | 18:30 |
| Élő közvetítés          | 2022. december 11., vasárnap | 16:00  | 18:30 |

### Esélyek
A felnőtt versennyel ellentétben nincs fogadás, mert az olyan versenyeken, ahol a kiskorúak kerülnek előtérbe, több országban törvénybe ütközik a fogadás. A fogadások helyett a verseny előtt több rajongói oldal szavazást tartott, ahol az Egyesült Királyságot, Grúziát és Örményországot tekintették a győzelemre legesélyesebbnek.

## A verseny

### Megnyitó ünnepség
A megnyitó ünnepségre december 5-én került sor a Jereván szívében, a Köztársaság téren. A megnyitó házigazdái Dalita, Hamlet Arakelyan és Aram Mp3 voltak. Dalita 2011-ben képviselte Örményországot a Junior Eurovízión Jerevánban, míg Aram 2014-ben a felnőtt Eurovízión Koppenhágában. A bevonulás után a 16 résztvevő közösen kapcsolták fel Jereván karácsonyi fényeit. A megnyitó során meghatározták, hogy melyik ország lép fel elsőként, utolsóként, valamint a házigazda rajtszámát. A hátralévő sorrendről a verseny producerei döntenek a ceremónia után.

### Trófea
A dalfesztivál trófeáját a svéd Kosta Boda üvegvállalatban dolgozó Kjell Engman tervezte. A trófea jelenlegi dizájnját a 2017-es versenyen használták először. A trófea formája, hasonlóan az Eurovíziós Dalfesztiválhoz, egy üvegből készült mikrofon, mely belül és a felső részén színekkel van körülvéve, szimbolizálva a hanghullámokat.

### Fellépési sorrend
A fellépési sorrendet december 5-én jelentették be, a házigazda Örményországot a tizenötödik helyre sorsolták, míg Hollandiát a döntő nyitó produkcióra, Ukrajnát a záró produkcióra.

### Meghívott előadók
A nyitányban, az országok bevonulása alatt, a tizenhat részt vevő ország versenyzője közös produkcióban adta elő a verseny hivatalos főcímdalát, melynek címe Spin The Magic. Extra produkcióként fellépett az előző évi győztes, Maléna, és a 2022-es örmény Eurovíziós versenyző, Rosa Linn. Maléna bemutatta legújabb dalát, a Can’t Feel Anything-et, míg Rosa Linn előadta Eurovíziós dalát, a Snap-et örmény áthangszereléssel.
A jubileumi huszadik dalfesztivál alkalmából a szervezők meghívták az összes eddigi nyertest Jerevánba, hogy egy közös extra produkciót adjanak elő. A húsz előadó közül a francia Valentina, a grúz Bzikebi, Candy, Mariam Mamadasvili, a holland Ralf Mackenbach, a lengyel Viki Gabor, a máltai Gaia Cauchi és Destiny Chukunyere, az olasz Vincenzo Cantiello és az örmény Vladimir Arzumanyan és Maléna voltak jelen. A maradék nyolc nyertes dalát az örmény Tavush Diocese Gyermekkórus adta elő.

## Döntő
| #  | Ország             | Nyelv             | Előadó              | Dal                    | Magyar fordítás       | Helyezés | Pontszám |
| -- | ------------------ | ----------------- | ------------------- | ---------------------- | --------------------- | -------- | -------- |
| 01 | Hollandia          | holland, angol[b] | Luna                | La festa               | A buli                | 7.       | 128      |
| 02 | Lengyelország      | lengyel, angol    | Laura               | To the Moon            | A Holdra              | 10.      | 95       |
| 03 | Kazahsztán         | kazak, angol      | David Charlin       | Jer-Ana (Mother Earth) | Anyatermészet         | 15.      | 45       |
| 04 | Málta              | angol             | Gaia Gambuzza       | Diamonds in the Skies  | Gyémántok az égen     | 16.      | 43       |
| 05 | Olaszország        | olasz, angol      | Chanel Dilecta      | BLA BLA BLA            | —                     | 11.      | 95       |
| 06 | Franciaország      | francia[a]        | Lissandro           | Oh Maman!              | Ó, anya!              | 1.       | 203      |
| 07 | Albánia            | albán             | Kejtlin Gjata       | Pakëz diell            | Egy kis napfény       | 12.      | 94       |
| 08 | Grúzia             | grúz, angol       | Mariam Bigvava      | I Believe              | Hiszem                | 3.       | 161      |
| 09 | Írország           | ír                | Sophie Lennon       | Solas                  | Fény                  | 4.       | 150      |
| 10 | Észak-Macedónia    | macedón, angol    | Lara, Jovan & Irina | Životot e pred mene    | Az életem előttem     | 14.      | 54       |
| 11 | Spanyolország      | spanyol, angol    | Carlos Higes        | Señorita               | Kisasszony            | 6.       | 137      |
| 12 | Egyesült Királyság | angol             | Freya Skye          | Lose My Head           | Megőrülök             | 5.       | 146      |
| 13 | Portugália         | portugál[c]       | Nicolas Alves       | Anos 70                | 70-es évek            | 8.       | 121      |
| 14 | Szerbia            | szerb, angol      | Katarina Savić      | Svet bez granica       | Határok nélküli Világ | 13.      | 92       |
| 15 | Örményország       | örmény, angol     | Nare                | DANCE!                 | TÁNCOLJ!              | 2.       | 180      |
| 16 | Ukrajna            | ukrán, angol      | Zlata Dziunka       | Nezlamna (Unbreakable) | Törhetetlen           | 9.       | 111      |

1.↑ a: A dal tartalmaz három többször ismételt kifejezést angol nyelven is.
2.↑ b: A dal tartalmaz három többször ismételt kifejezést olasz nyelven is.
3.↑ c: A dal a nyelv brazil nyelvjárásában hangzik el.

### Ponttáblázat
| Ország             | Össz. | Online | Zsűrik    | Zsűrik        | Zsűrik     | Zsűrik | Zsűrik      | Zsűrik        | Zsűrik  | Zsűrik | Zsűrik   | Zsűrik          | Zsűrik        | Zsűrik             | Zsűrik     | Zsűrik  | Zsűrik       | Zsűrik  |
| Ország             | Össz. | Online | Hollandia | Lengyelország | Kazahsztán | Málta  | Olaszország | Franciaország | Albánia | Grúzia | Írország | Észak-Macedónia | Spanyolország | Egyesült Királyság | Portugália | Szerbia | Örményország | Ukrajna |
| ------------------ | ----- | ------ | --------- | ------------- | ---------- | ------ | ----------- | ------------- | ------- | ------ | -------- | --------------- | ------------- | ------------------ | ---------- | ------- | ------------ | ------- |
| Hollandia          | 128   | 70     |           |               | 3          | 8      |             | 3             | 7       |        | 4        | 3               | 8             | 7                  |            | 6       | 6            | 3       |
| Lengyelország      | 95    | 53     | 2         |               |            | 5      | 5           |               | 8       |        | 3        | 4               | 2             |                    |            |         | 7            | 6       |
| Kazahsztán         | 47    | 42     |           |               |            |        | 4           | 1             |         |        |          |                 |               |                    |            |         |              |         |
| Málta              | 43    | 33     |           |               |            |        |             |               | 1       |        |          |                 | 5             |                    |            |         | 3            | 1       |
| Olaszország        | 95    | 53     |           |               | 4          | 2      |             | 2             | 12      | 12     |          |                 |               |                    | 6          | 3       | 1            |         |
| Franciaország      | 203   | 43     | 12        | 5             | 8          |        | 12          |               | 10      | 10     | 12       | 10              | 6             | 10                 | 12         | 10      | 10           | 5       |
| Albánia            | 94    | 51     |           | 6             | 6          | 7      | 3           | 8             |         | 4      | 7        |                 |               | 4                  | 1          | 5       |              |         |
| Grúzia             | 161   | 47     | 8         | 12            | 7          | 6      | 10          | 5             | 2       |        | 2        | 8               | 10            | 5                  | 10         | 7       | 12           | 10      |
| Írország           | 150   | 62     | 7         | 10            |            | 12     | 6           | 10            |         | 2      |          | 7               | 3             | 6                  | 4          | 12      | 2            | 7       |
| Észak-Macedónia    | 54    | 42     | 1         |               |            |        |             |               |         |        | 5        |                 |               |                    |            | 4       |              | 2       |
| Spanyolország      | 137   | 78     | 3         | 1             | 2          | 10     | 1           | 4             | 4       | 1      | 1        | 5               |               | 12                 | 2          | 1       | 8            | 4       |
| Egyesült Királyság | 146   | 80     | 6         | 3             | 1          | 1      | 8           | 7             | 6       | 8      |          | 2               | 4             |                    | 3          |         | 5            | 12      |
| Portugália         | 121   | 70     | 4         | 4             | 5          |        | 7           | 6             |         | 7      |          | 6               | 7             | 1                  |            |         | 4            |         |
| Szerbia            | 92    | 51     | 10        | 8             |            |        | 2           |               |         | 3      | 8        | 1               | 1             | 3                  | 5          |         |              |         |
| Örményország       | 180   | 70     | 5         | 2             | 12         | 4      |             | 12            | 5       | 5      | 10       | 12              | 12            | 8                  | 7          | 8       |              | 8       |
| Ukrajna            | 111   | 64     |           | 7             | 10         | 3      |             |               | 3       | 6      | 6        |                 |               | 2                  | 8          | 2       |              |         |

### 12 pontos országok
Az alábbi országok kaptak 12 pontot a versenyen:
| Darab | Jutalmazott ország | Szavazó ország                                            |
| ----- | ------------------ | --------------------------------------------------------- |
| 4     | Franciaország      | Hollandia, Írország, Olaszország, Portugália              |
| 4     | Örményország       | Észak-Macedónia, Franciaország, Kazahsztán, Spanyolország |
| 2     | Grúzia             | Lengyelország, Örményország                               |
| 2     | Írország           | Málta, Szerbia                                            |
| 1     | Egyesült Királyság | Ukrajna                                                   |
| 1     | Spanyolország      | Egyesült Királyság                                        |

### Zsűri és nézői szavazás külön
| Helyezés | Zsűri szavazatok   | Zsűri szavazatok | Online szavazatok  | Online szavazatok |
| Helyezés | Ország             | Pontszám         | Ország             | Pontszám          |
| -------- | ------------------ | ---------------- | ------------------ | ----------------- |
| 1.       | Franciaország      | 132              | Egyesült Királyság | 80                |
| 2.       | Grúzia             | 114              | Spanyolország      | 78                |
| 3.       | Örményország       | 110              | Franciaország      | 71                |
| 4.       | Írország           | 88               | Hollandia          | 70                |
| 5.       | Egyesült Királyság | 66               | Örményország       | 70                |
| 6.       | Spanyolország      | 59               | Portugália         | 70                |
| 7.       | Hollandia          | 58               | Ukrajna            | 64                |
| 8.       | Albánia            | 51               | Írország           | 62                |
| 9.       | Portugália         | 51               | Lengyelország      | 53                |
| 10.      | Ukrajna            | 47               | Olaszország        | 53                |
| 11.      | Lengyelország      | 42               | Szerbia            | 51                |
| 12.      | Olaszország        | 42               | Grúzia             | 47                |
| 13.      | Szerbia            | 41               | Albánia            | 43                |
| 14.      | Észak-Macedónia    | 12               | Észak-Macedónia    | 42                |
| 15.      | Málta              | 10               | Kazahsztán         | 42                |
| 16.      | Kazahsztán         | 5                | Málta              | 33                |

## A szavazás és a nemzetközi közvetítések

### Pontbejelentők
A pontbejelentők között volt a holland Ralf Mackenbach, aki 2009-ben, a máltai Gaia Cauchi, aki 2013-ban, az olasz Vincenzo Cantiello, aki 2014-ben, a lengyel Viki Gabor, aki 2019-ben, a francia Valentina és a szerb Petar Aničić, akik 2020-ban, valamint a grúz Nikoloz Kajaia és az örmény Maléna, akik az előző versenyen képviselték hazájukat. Érdekesség, hogy a 2016-os grúz győztes, Mariam Mamadashvili Észak-Macedónia szavazatait, míg a szintén grúz 2011-es győztes csapat egyik énekese, Mariam Gwaladze Albánia szavazatait jelentette be.
| 1. Hollandia – Ralf Mackenbach 2. Lengyelország – Viki Gabor 3. Kazahsztán – Hallash 4. Málta – Gaia Cauchi 5. Olaszország – Vincenzo Cantiello 6. Franciaország – Valentina 7. Albánia – Mariam Gwaladze 8. Grúzia – Nikoloz Kajaia | 1. Írország – Holly Lennon 2. Észak-Macedónia – Mariam Mamadashvili 3. Spanyolország – Juan Digeo 4. Egyesült Királyság – Tabitha Joy 5. Portugália – Emily Alves 6. Szerbia – Petar Aničić 7. Örményország – Maléna 8. Ukrajna – Mykola Oliinyk |

### Kommentátorok
| Ország              | Kommentátor                           | Közvetítő csatorna                                 |
| Részt vevő országok | Részt vevő országok                   | Részt vevő országok                                |
| ------------------- | ------------------------------------- | -------------------------------------------------- |
| Albánia             | Andri Xhahu                           | RTSH, RTSH Muzikë, Radio Tirana 1                  |
| Egyesült Királyság  | Lauren Layfield és Hrvy               | BBC One, CBBC, BBC iPlayer                         |
| Észak-Macedónia     | Eli Tanaskovska                       | MRT                                                |
| Franciaország       | Stéphane Bern és Carla                | France 2                                           |
| Grúzia              | Nikoloz Lobiladze                     | 1TV                                                |
| Hollandia           | Bart Arens és Matheu Hinzen           | NPO Zapp, NPO Start                                |
| Írország            | Sinéad Ní Uallacháin                  | TG4                                                |
| Kazahsztán          | Kaldybek Zhaisanbai és Mahabbat Esen  | Habar                                              |
| Lengyelország       | Aleksander Sikora                     | TVP1, TVP ABC, TVP Polonia                         |
| Málta               | Kommentár nélkül                      | TVM                                                |
| Olaszország         | Mario Acampa és Francesca Fialdini    | Rai 1, RaiPlay                                     |
| Örményország        | Hamlet Arakelyan és Hrachuhi Utmazyan | H1                                                 |
| Portugália          | Nuno Galopim és Iolanda Ferreira      | RTP1, RTP Internacional, RTP África, Radio Zig Zag |
| Spanyolország       | Tony Aguilar és Julia Varela          | La 1                                               |
| Szerbia             | Kristina Radenković                   | RTS 2                                              |
| Ukrajna             | Timur Miroshnychenko                  | Szuszpilne Kultura                                 |
| További országok    |                                       |                                                    |
| Németország         | Consi                                 | KiKA                                               |

## Incidensek

### Freya Skye megbetegedése
Az Egyesült Királyságot képviselő Freya Skye az első próba után megbetegedett és elvesztette hangját, így a második próbát ki kellett hagynia doktora ajánlására. A helyzet azonban nem javult a következő napokban sem, így Freya hangjának megóvása érdekében nem vett részt a zsűri próbán. A próbán az első próbán felvett produkciót vetítették le a zsűriknek.

### Technikai probléma a zsűri próbán
Szerbia zsűri próbás produkciója alatt kamera- és fülmonitor problémák akadtak. Az est utolsó produkciója után Szerbia újra előadhatta dalát.

### A szerb döntős produkció
A verseny kezdete előtt egy órával bejelentették, hogy a Szerbiát képviselő Katarina Savić nem tudja élőben előadni dalát megbetegedés miatt. Az élő adás során az előző napi zsűri próbán felvett produkcióját láthatták a nézők.

## Hivatalos album
A Junior Eurovision Song Contest: Yerevan 2022 (magyarul: Junior Eurovíziós Dalfesztivál: Jereván 2022) a 2022-es Junior Eurovíziós Dalfesztivál dalainak válogatáslemeze, melyet az Európai Műsorsugárzók Uniója és a Universal Music Group közösen jelentetett meg 2022. november 30-án. Az album tartalmazza mind a 16 részt vevő ország dalát, ezúttal is csak digitális zene-streamelő platformokon jelent meg az album.
| 1.    | Pakëz diell (Albánia)                 | Kejtlin Gjata       | 3:01 |
| 2.    | DANCE! (Örményország)                 | Nare                | 2:37 |
| 3.    | Señorita (Spanyolország)              | Carlos Higes        | 3:00 |
| 4.    | Oh Maman! (Franciaország)             | Lissandro           | 2:52 |
| 5.    | Lose My Head (Egyesült Királyság)     | Freya Skye          | 2:50 |
| 6.    | I Believe (Grúzia)                    | Mariam Bigvava      | 3:10 |
| 7.    | Solas (Írország)                      | Sophie Lennon       | 3:00 |
| 8.    | BLA BLA BLA (Olaszország)             | Chanel Dilecta      | 2:38 |
| 9.    | Jer-Ana (Mother Earth) (Kazahsztán)   | David Charlin       | 2:58 |
| 10.   | Životot e pred mene (Észak-Macedónia) | Lara, Jovan & Irina | 2:55 |
| 11.   | Diamonds in the Skies (Málta)         | Gaia Gambuzza       | 3:00 |
| 12.   | La festa (Hollandia)                  | Luna                | 3:01 |
| 13.   | To the Moon (Lengyelország)           | Laura               | 3:01 |
| 14.   | Anos 70 (Portugália)                  | Nicolas Alves       | 2:35 |
| 15.   | Svet bez granica (Szerbia)            | Katarina Savić      | 3:02 |
| 16.   | Nezlamna (Unbreakable) (Ukrajna)      | Zlata Dziunka       | 2:59 |
| 46:39 |                                       |                     |      |

## Térkép

Részt vevő országok
Országok, melyek korábban részt vettek, de ebben az évben nem

## Lásd még
- 2022-es Eurovíziós Dalfesztivál
- 2022-es Fiatal Zenészek Eurovíziója